# Hot Tuna (musikalbum)
Hot Tuna är det självbetitlade debutalbumet av bluesprojektet Hot Tuna, och det lanserades 1970 på RCA Records. Albumet är inspelat live på the New Orleans House i Berkeley, Kalifornien 1969. På albumet medverkar Jorma Kaukonen på akustisk gitarr och sång, Jack Casady på elbas samt Will Scarlett på munspel. Albumet består mestadels av traditionell blues och bluesmusik från tiden innan andra världskriget. Men Jorma Kaukonen har med några egna kompositioner också.

## Låtlista
1. "Hesitation Blues" (trad.) - 5:05
2. "How Long Blues" (Leroy Carr) - 3:24
3. "Uncle Sam Blues" (trad.) - 5:04
4. "Don't You Leave Me Here" (Jelly Roll Morton) - 2:50
5. "Death Don't Have No Mercy" (Rev. Gary Davis) - 6:10
6. "Know You Rider" (trad.) - 3:59
7. "Oh Lord, Search My Heart" (Davis) - 3:47
8. "Winin' Boy Blues" (Morton) - 5:25
9. "New Song (for the Morning)" (Kaukonen) - 4:55
10. "Mann's Fate" (Kaukonen) - 5:20

## Listplaceringar
- Billboard 200, USA: #30[1]
- RPM, Kanada: #20[2]